# Các nhóm quân của Nga tại Ukraina
Nhóm quân hay Nhóm lực lượng (tiếng Nga: группа войск) là một tập hợp các đơn vị từ các quân binh chủng khác nhau của Quân đội Liên bang Nga chiến đấu ở Ukraina. Nga có năm nhóm quân ở Ukraina, bố trí từ bắc xuống nam lần lượt là Nhóm quân Sever, Nhóm quân Zapad, Nhóm quân Tsentr, Nhóm quân Yug, Nhóm quân Vostok và Nhóm quân Dniepr. Trong lịch sử, sau Chiến tranh thế giới thứ hai, Hồng quân Liên Xô đã từng lập ra các nhóm quân tương đương các quân khu nhưng ở ngoài lãnh thổ Liên Xô. Các nhóm quân của Liên bang Nga hiện nay ở Ukraina có thể tiếp tục truyền thống tổ chức quân đội này.
Nhóm quân Sever hay Nhóm quân Bắc là nhóm quân mới được thành lập sau khi Nga trở lại tấn công tỉnh Kharkiv vào năm 2024. Nhóm quân này gồm chủ yếu là các đơn vị từ Quân khu Leningrad. Khi quân Ukraina xâm lược Nga ở tỉnh Kursk, Nhóm quân Sever gánh nhiệm vụ chính là ngăn chặn và đẩy lui quân đội Ukraina.
Nhóm quân Zapad hay Nhóm quân Tây là một trong bốn nhóm quân được thành lập ngay từ những ngày đầu cuộc chiến, thời gian đầu bao gồm các đơn vị đến từ Quân khu Tây (quân khu này sau đó tách thành Quân khu Moskva và Quân khu Leningrad). Nhóm quân Zapad chiến đấu chủ yếu ở mặt trận Nam Kharkiv và Luhansk.
Nhóm quân Tsentr hay Nhóm quân Trung tâm được ghi nhận chiến đấu chủ yếu ở mặt trận phía bắc Donetsk. Chỉ huy chung của nhóm quân nay là Tư lệnh Quân khu Trung tâm, hiện tại là Thượng tướng lục quân Andrey Nikolayevich Mordvichev. Thời gian đầu cuộc chiến Nga-Ukraina, các đơn vị của nhóm quân này cũng đến từ Quân khu Trung tâm.
Nhóm quân Yug hay Nhóm quân Nam thời gian đầu gồm các đơn vị đến từ Quân khu Nam nên có những đơn vị dày dặn kinh nghiệm chiến đấu vì trải qua chiến tranh ở Chechnya, Gruzia và Syria. Nhóm quân Yug đảm đương khu vực phía nam của Donetsk.
Nhóm quân Vostok hay Nhóm quân Đông được cho là nhóm các đơn vị đến từ Quân khu Đông và do Tướng Rustam Usmanovich Muradov (Tư lệnh Quân khu Đông) chỉ huy đến tháng 4 năm 2023. Họ chiến đấu chủ yếu ở khu vực nam Donetsk và Zaporizhzhia.
Nhóm quân Dniepr thời gian đầu gồm các đơn vị cũng đến từ Quân khu Nam. Nhóm quân này lần lượt do các Tướng Oleg Leontyevich Makarevich (đến tháng 10 năm 2023) và Tướng Mikhail Yuryevich Teplinsky (Tư lệnh Lực lượng Dù Nga) chỉ huy. Nhóm quân Nam chiến đấu ở phía nam sông Dniepr ở Kherson.
Thời gian đầu tiến quân vào Ukraina, các nhóm quân này hoạt động tương đối thiếu phối hợp với nhau. Mãi đến ngày 8 tháng 10 năm 2022, Nga mới thành lập bộ chỉ huy thống nhất các lực lượng ở Ukraina và Đại tướng Sergey Vladimirovich Surovikin được giao trách nhiệm đứng đầu bộ chỉ huy. Sau đó, khi Bộ Tổng tham mưu Lực lượng Vũ trang Liên bang Nga trực tiếp chỉ huy chiến dịch từ ngày 11 tháng 1 năm 2023, Tổng tham mưu trưởng Đại tướng Valery Vasilyevich Gerasimov đồng thời là tư lệnh bộ chỉ huy.
Lực lượng của các nhóm quân trên đều là lực lượng vũ trang chính quy của Liên bang Nga. Cùng tác chiến trên địa bàn với các nhóm quân này còn có các đơn vị quân sự không chính quy mà thành viên là các phần tử chủ nghĩa dân tộc, cổ động viên bóng đá quá khích, các công ty quân sự tư nhân, và tuy có phối hợp với song các đơn vị không chính quy này không chịu sự chỉ hủy của các nhóm quân nói trên. Lực lượng quân sự tư nhân Wagner được cho là thường xuyên mâu thuẫn với các đơn vị chính quy. Ông trùm Prigozhin thường xuyên và công khai phê phán năng lực của nhiều tướng lĩnh Nga ở Ukraina cũng như phàn nàn việc lực lượng Wagner của ông không được quân chính quy hỗ trợ và cấp đạn dược. Thậm chí, tháng 6 năm 2023, do bất bình với lực lượng chính quy, quân Wagner đã kéo về Nga làm loạn.